# Filmový festival inakosti
Filmový festival inakosti (FFI) (česky: Filmový festival jinakosti) je mezinárodní filmový festival uvádějící filmy s LGBT tématem, který je od roku 2007 pořádán v Bratislavě. Podle vlastních slov je FFI „festivalem pro lesby, gayů, bisexuálů, transgender lidi, jejich rodiny, děti a přátel“. Volně navazuje na festivaly konající se v letech 1996–2001. Festival uděluje jednu cenu, kterou je Růžový balónek pro divácky nejoblíbenější film. Festival kromě filmů nabízí přednášky, workshopy a jiné doprovodné akce. Organizuje ho Iniciatíva inakosť.

## Oceněné filmy
Růžový balónek získaly filmy:
- 2013 kanadský film Margarita, režie Dominique Cardona a Laurie Colbert
- 2012 americký film Albert Nobbs, režie Rodrigo García
- 2011 izraelský film Ha-sodou (Tajemství), režie Avi Nesher
- 2010 americký film Single Man, režie Toma Forda
- 2009 švédský film Patrik, věk 1,5, režie Ella Lemhagen

## Ročník 2012
Šestý ročník FFI se uskutečnil 25. až 28. října 2012. Zúčastnilo se ho téměř 3000 návštěvníků. Růžový balónek získal film Albert Nobbs režiséra Rodriga Garcíi. Promítnuto bylo 27 dlouhometrážních a 6 krátkých filmů z 19 zemí včetně Slovenska. Záštitu nad festivalem převzal ministr zahraničních věcí Miroslav Lajčák a bratislavský primátor Milan Ftáčnik.
V únoru 2013 se promítání dodatečně uskutečnila rovněž v Banské Bystrici a v březnu 2013 v Košicích.